# Parlatoria rostrata
Parlatoria rostrata är en korsblommig växtart som beskrevs av Pierre Edmond Boissier och Rudolph Friedrich Hohenacker. Parlatoria rostrata ingår i släktet Parlatoria och familjen korsblommiga växter. Inga underarter finns listade i Catalogue of Life.